# Islandia en los Juegos Olímpicos de Montreal 1976
Islandia estuvo representada en los Juegos Olímpicos de Montreal 1976 por un total de 13 deportistas que compitieron en 4 deportes.  
El portador de la bandera en la ceremonia de apertura fue el atleta Óskar Jakobsson. El equipo olímpico islandés no obtuvo ninguna medalla en estos Juegos.